# Cultura LGBT en Panamá
La cultura LGBT en Panamá comprende las diferentes manifestaciones artísticas y de ocio existentes en el país cuyo enfoque es la diversidad sexual o que incluye la participación de personas LGBT en ellas.

## Cine
El cine de Panamá comenzó a explorar temáticas LGBT desde la década de 2010. El primer cortometraje en el país en abordar relaciones entre personas del mismo sexo fue probablemente Los Agustines (2013), con dirección de Roberto Latorre y que sigue a un grupo conformado por dos parejas heterosexuales en las que los hombres de ambas pronto reviven un romance de tiempo atrás entre ellos. Otro cortometraje de esta década fue Vuelve al mar (2018), dirigido por María del Pilar Blanco y que aborda la historia de una muchacha llamada Mía que tiene una relación con una mujer casada con un hombre posesivo. De acuerdo a la directora, previo al rodaje del cortometraje se encontró con resistencia entre círculos cinematográficos panameños, que le afirmaron que el país «no estaba listo» para películas LGBT y que podría generar controversia.
En 2019 se estrenó la película Todos cambiamos, del director y guionista Arturo Montenegro, que trata la historia de un hombre que revela a su esposa y a sus hijos que es transgénero y sigue luego los esfuerzos de todos por mantener la familia unida. La temática ocasionó polémica en el país debido a que grupos conservadores iniciaron una campaña para exigir que el filme fuera designado como «no apto para menores de edad» por supuestamente «promover el transgenerismo». Aún a pesar de la controversia, la película fue bien recibida por la crítica y el público luego de su estreno y se presentó en varios festivales internacionales. Entre los reconocimientos que obtuvo se encuentra el premio «Free to be me», del festival neerlandés de cine LGBT Roze Filmdagen, así como una nominación a mejor película en la competición estadounidense Los Angeles Film Awards. Fue además preseleccionada para representar a Panamá en la categoría mejor película internacional de los Premios Óscar.
Del lado del cine documental, se pueden mencionar películas como Wigudun, alma de dos espíritus (2022), que explora la vida de cuatro activistas de la comunidad transgénero panameña identificadas como omeggid, denominación para el tercer género en el pueblo guna.

### Festivales y eventos
Desde 2007, en Panamá se celebra un Festival Internacional de Cine LGBT, que a lo largo de los años ha llevado denominaciones como festival LesGayCinePTY o Festival Diverso. El mismo inició bajo la dirección del activista Bernabé Ruíz, de la Asociación Hombres y Mujeres Nuevos de Panamá, como una forma de dar a conocer la realidad de las personas LGBT y generar un espacio de sensibilización y educación hacia sus problemáticas entre la población en general. Durante sus primeras ediciones, el festival se celebró en sitios como el Icon Club Panamá y en el estudio multiuso del Grupo Experimental de Cine Universitario de la Universidad de Panamá, con el apoyo del Ministerio de Cultura de España.
La edición de 2023 del festival, que planeaba presentar 21 películas a partir del 28 de agosto, fue cancelada por la Universidad de Panamá, en cuyo Cine Universitario se iban a realizar las proyecciones, el mismo día en que se tenía planeado su inicio. El hecho fue criticado por las agrupaciones LGBT que participaban de la organización del evento, quienes acusaron a la universidad de censura y de haber cancelado el evento por cuestiones políticas, a pesar de que el festival llevaba realizándose por alrededor de una década en el Cine Universitario sin inconvenientes.

## Literatura
La literatura LGBT de Panamá, entendida como literatura escrita por autores panameños que involucre tramas o personajes que pertenezcan o se relacionen con la diversidad sexual, cuenta con una tradición mucho menos extensa que la de países cercanos como Costa Rica y Colombia. Entre las razones para esta diferencia se encuentra el temor de escritores a publicar obras con temáticas LGBT en una sociedad en que la homosexualidad continúa siendo vista desde el tabú y los prejuicios. No obstante, en los últimos años ha aumentado el interés hacia las obras que exploran la diversidad sexual y ha surgido una nueva generación de escritores que escriben abiertamente sobre el tema.
A lo largo de gran parte del siglo XX, la mayoría de las veces en que se representaba la homosexualidad en la literatura panameña era por medio de personajes masculinos cargados de estereotipos y con características tradicionalmente consideradas como femeninas. Esto empezó a cambiar con obras como De parte interesada (1972), poemario homoerótico de Agustín Del Rosario que se convirtió en la primera obra con temáticas LGBT en recibir un premio nacional. Otros poetas abiertamente LGBT de la época fueron Juan Dal Vera, Roberto McKay y Bertalicia Peralta.
Del lado de la narrativa, aparecieron obras como El ahogado (1957), de Tristán Solarte, y el trabajo cuentístico realizado por Enrique Jaramillo Levi a partir de la década de 1970. Otra obra que destacó a finales del siglo XX fue la pieza teatral De mangos y albaricoques, que le valió a Javier Stanziola el Concurso Nacional de Literatura Ricardo Miró en 1996 y en la que explora la vida un joven homosexual que emigra fuera del país.

## Religión
En Panamá, la relación entre la religión y la comunidad LGBT es tensa, especialmente en torno al matrimonio igualitario, con la Iglesia Católica, una de las instituciones más influyentes del país, defendiendo el matrimonio tradicional y oponiéndose a la legalización de las uniones entre personas del mismo sexo. A pesar de las demandas de igualdad por parte de la comunidad LGBT, la oposición religiosa sigue siendo fuerte.
Según un informe de Situación de población adulta mayor LGBT en Panamá del Centro de investigación y promoción para América Central de Derechos Humanos de 2015, la identidad religiosa predominante entre la población LGBT es la católica, seguida de personas cristianas y evangélicas; con una asistencia frecuente de varias veces por semana a actividades religiosas. Además, un 39% apoya la consejería espiritual para "corregir" su orientación sexual, lo que refleja una visión interiorizada negativa y patologizante hacia la diversidad sexual, al vincular la orientación sexual con algo que puede ser "corregido".

## Televisión
Durante las primeras décadas del siglo XXI, la representación de la diversidad sexual en la televisión de Panamá se limitó mayoritariamente a personajes interpretados por actores heterosexuales que expresaban una orientación sexual diversa como forma de generar humor. Entre los más conocidos se encontraban personajes como La Charlotte, interpretada por Jesús Chucho Barrios para el programa La Cáscara hasta el 2015, así como Juanita Rivers. Además de su aparición en programas de televisión, estos personajes solían asistir a eventos de activismo como la Marcha del Orgullo LGBT de Ciudad de Panamá, a la que acudieron por ejemplo en 2011.
Entre las personalidades abiertamente LGBT que han trabajado en la televisión panameña se encuentran figuras como Franklyn Robinson y Wendy Jaramillo, quien tuvo que casarse con su novia en México debido a la prohibición del matrimonio entre personas del mismo sexo en Panamá.

## Transformismo

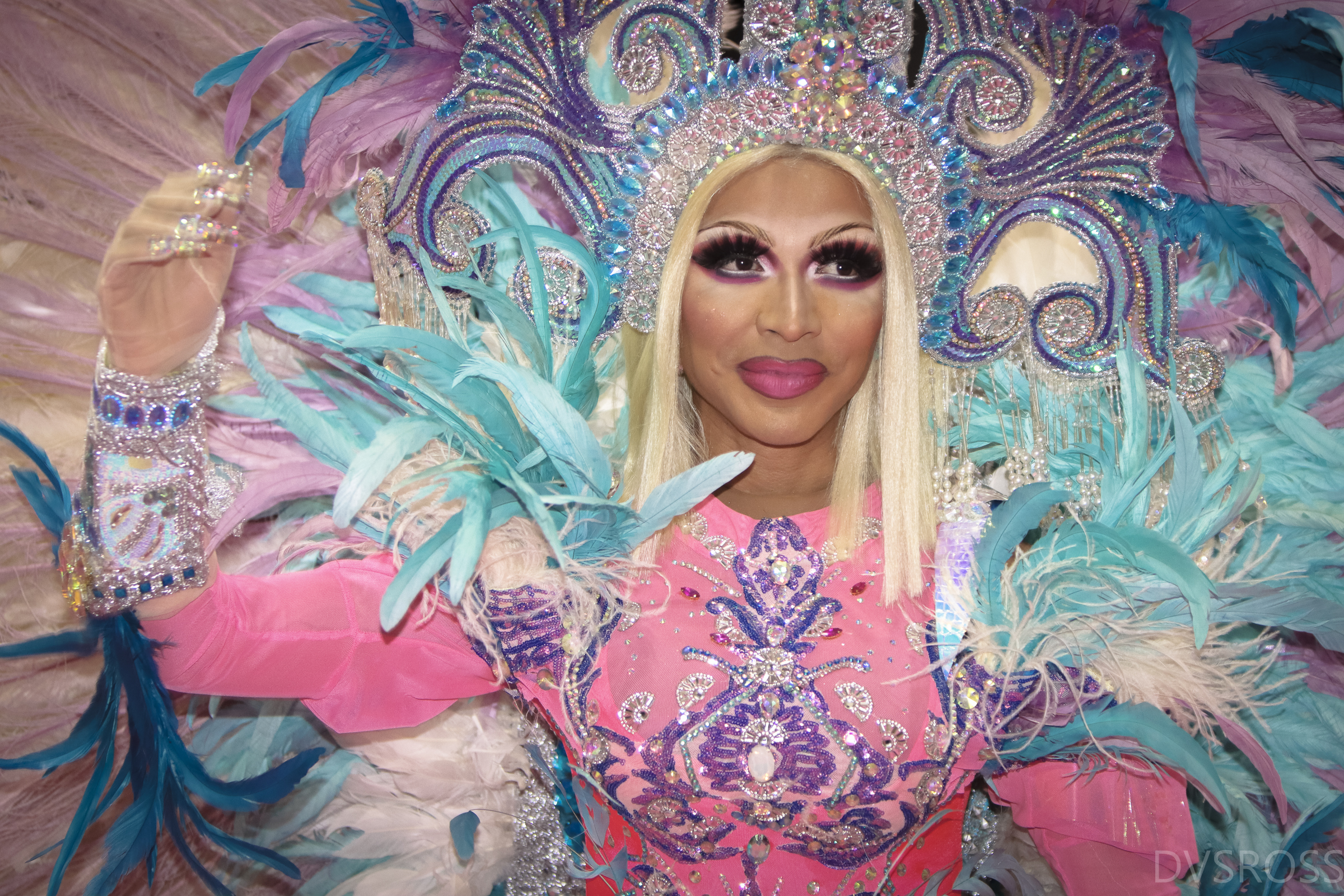
Serena ChaCha en 2022.

El transformismo tiene una tradición de décadas de historia en Panamá y se expresa a través de diversas presentaciones artísticas que se realizan en distintas discotecas del país. Organizaciones LGBT locales realizan además premiaciones anuales para miembros de la comunidad en las que se suele premiar categorías como mejor transformista del año, mejor drag, mejor diseño de traje de fantasía, entre otras.
Algunas drag queens de nacionalidad panameña han participado en concursos internacionales, como Serena ChaCha, drag queen nacida en la La Chorrera que participó en el programa de telerrealidad estadounidense RuPaul's Drag Race (2013), lo que le abrió las puertas para posteriormente realizar espectáculos de transformismo en Panamá. Este también fue el caso de Xunami Muse, que en 2024 se convirtió en la segunda drag queen panameña en participar en RuPaul's Drag Race.

## Otras expresiones culturales
Del lado de la música, algunas canciones panameñas han recibido críticas por parte de las poblaciones LGBT por promover mensajes que podrían ser considerados como homofóbicos. Entre ellas se encuentran canciones como «Porque no me has», del dúo musical Samy y Sandra Sandoval, que en 2011 fue criticada como ofensiva por la Asociación Hombres y Mujeres Nuevos de Panamá por incluir en su letra críticas y burlas a hombres con comportamientos que tradicionalmente han sido considerados como femeninos y de incluir en tono de mofa la frase «Sal del clóset».

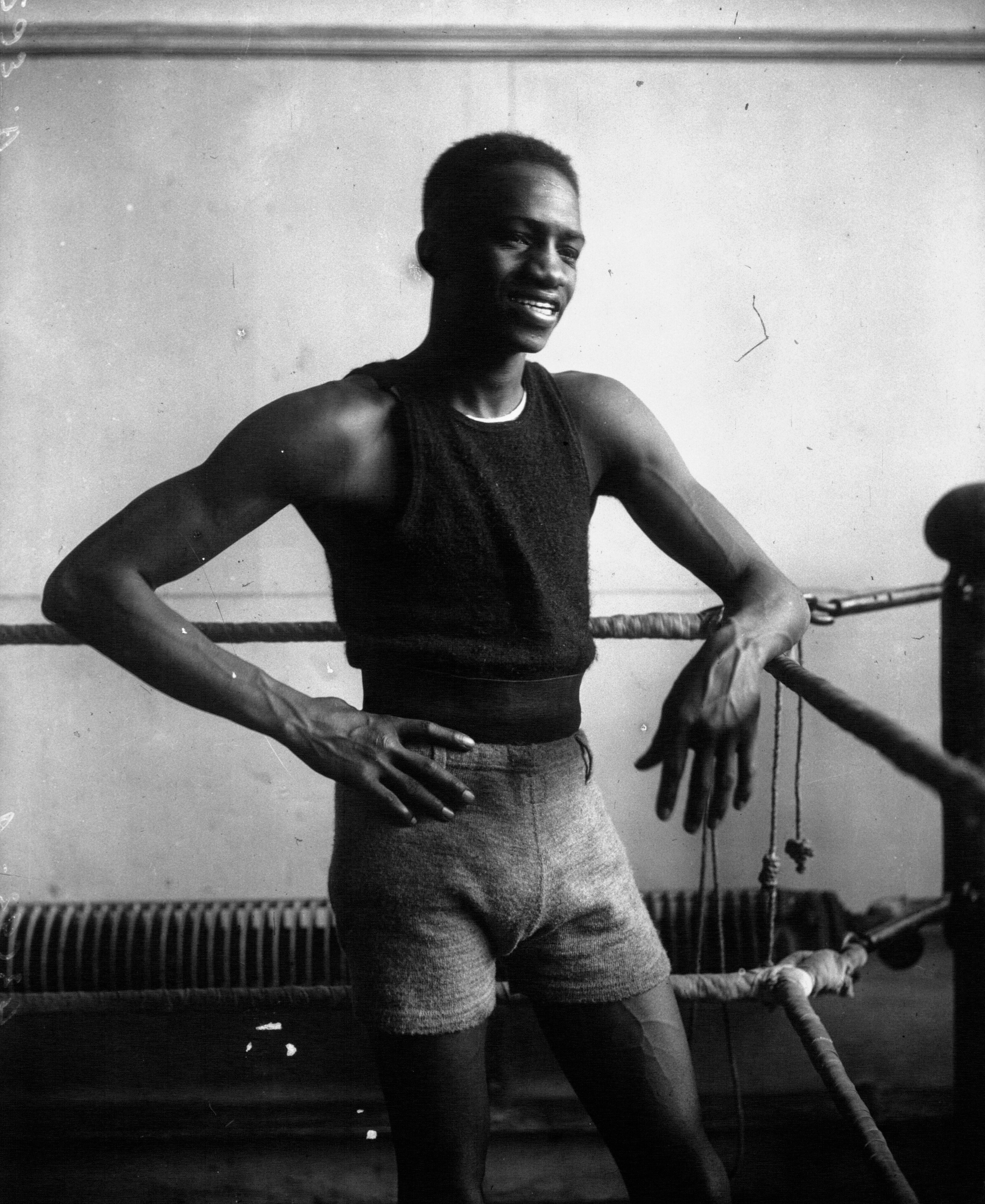
Panamá Al Brown en 1927.

En el deporte destaca la figura de Panamá Al Brown, un boxeador panameño que hizo historia como el primer hispano afro-gay en convertirse en campeón mundial de peso gallo. Nacido en Colón en 1902, destacó por su talento en el boxeo y por su vida pública como hombre abiertamente gay, lo cual era excepcional en su época. A lo largo de su carrera, se consolidó como leyenda del boxeo mundial a pesar de las barreras raciales y homofóbicas. Tuvo su primer contacto con el boxeo mientras trabajaba en el United States Shipping Board, en la Zona del Canal de Panamá, donde observaba a los soldados estadounidenses practicar este deporte. Su vida estuvo marcada por el éxito en el ring y por una personalidad extravagante que destacó en el mundo del cabaret en París, donde se mudó, fue pareja de Jean Cocteau y vivió gran parte de su vida.
Respecto a lugares, La Cueva, antes conocido como La Madrid, es un bar LGBT en el Casco Antiguo de Panamá con una historia significativa en la vida nocturna local. Durante la dictadura de Manuel Noriega en los años 1980, La Madrid fue un refugio para diversos grupos marginados, ofreciendo un espacio seguro e inclusivo en un entorno represivo. Hoy en día, el bar sigue siendo un lugar activo y diverso.